# Camponotus rufoglaucus
Camponotus rufoglaucus — вид мурах підродини Formicinae.

## Поширення
Досить поширений вид в Африці, Південній та Південно-Східній Азії, Китаї.

## Опис
Тіло чорне з червоними лапками. Солдати мають золотисте напилення на черевці. В колонії трапляються робочі особини різного розміру: дрібні — 4-6 мм, середні — 7-8 мм і великі — 9-11 мм. Солдати досягають 12 мм завдовжки. Розмір королеви — 12-14 мм.
Селяться на відкритій місцевості, у степах. Мурашники будують у піщаному ґрунті. Утворює досить великі колонії з однією царицею. Живляться живими та мертвими комахами, солодкими природними субстанціями.